# 1555
Évszázadok: 15. század – 16. század – 17. század
Évtizedek: 1500-as évek – 1510-es évek – 1520-as évek – 1530-as évek – 1540-es évek – 1550-es évek – 1560-as évek – 1570-es évek – 1580-as évek – 1590-es évek – 1600-as évek
Évek: 1550 – 1551 – 1552 – 1553 –  1554 – 1555 – 1556 – 1557 – 1558 – 1559 – 1560

## Események

### Határozott dátumú események
- február 14. – III. Gyula pápa aláírja a kúria, Fráter György bíboros-érsek halálának körülményeit vizsgáló felmentő ítéletét.[1]
- március 1. – Nostradamus kiadja Les vrayes Centuries et Propheties  című könyvét.[2]
- április 10. – Megválasztják II. Marcell pápát, de május 1-jén elhalálozik.[3]
- május 23.– Megválasztják IV. Pál pápát.[4]
- július 9. – Miksa főherceg apja, I. Ferdinánd képviseletében megnyitja a magyar országgyűlést, amelynek 11. tc.-e kimondja, hogy a király gondoskodjék a jövedelem nélkül maradt várak fenntartásáról.[5]
- szeptember 25. – Az augsburgi birodalmi gyűlésen I. Ferdinánd és a német választófejedelmek között létrejön az augsburgi vallásbéke.[6]
- december 22. – A marosvásárhelyi országgyűlés felszólítja Ferdinándot, ha nem tudja megvédeni őket, legalább hagyja, hogy maguk döntsenek saját sorsukról.[5]

### Határozatlan dátumú események
- az év folyamán – 
  - I. Szulejmán Erdély és Magyarország uralkodójának ismeri el János Zsigmondot.[5]
  - Balassa János nyeri el a bányavidéki főkapitányi címet.[7]
  - IV. Pál pápa elrendeli a római zsidók gettóba zárását.[8]

## Születések
- október 6. – Nádasdy Ferenc magyar főnemes, hadvezér, Vas vármegye főispánja, az állítólagos rémtetteiről elhíresült Báthori Erzsébet férje († 1604)
- Báthory Boldizsár, a Habsburg-ellenes erdélyi párt egyik vezére († 1594)

## Halálozások
- március 23. – III. Gyula pápa (* 1487)[9]</ref>
- április 12. – II. Johanna kasztíliai királynő (* 1479)
- május 1. – II. Marcell pápa (* 1501)[10]
- november 21. – Agricola német tudós (* 1494)
- Bornemissza Gergely deák, végvári vitéz, egri várkapitány (* 1526)